# Тодор Кадић
Тодор Алексин Кадић (1830 — 13. октобар 1860) од Кадића из Боана, из Бјелопавлића, у освети убио је књаза Данила 1860. године у Котору.

## Атентат на књаза Данила
На Тројчин дан 1854. године под Острогом књаз Данило и његови перјаници силовали су четрдесетак бјелопавлићких дјевојака и жена. Међу њима је била и сестра Тодора Кадића, коју је лично отео књаз Данило, а она је већ била удата за попа Пунишу Павићевића. Када су дознали шта се десило, Бјелопавлићи су ријешили да се освете и убију књаза и перјанике. Ипак књаз је успио да побјегне захваљујући Блажу Радовићу, перјанику из Мартинића, који му је на вријеме јавио.
| „ | Сјутри дан кроз народ се пронијела страшна и срамотна ријеч, како је Јован Машанов Вукотић, по нарави проклет и зао човјек, рекао да је сваки лежао са својом, а он са попадијом попа Јована Радовића, да су ово Катуњани учинили по наређењу књаза Данила да се међу Бјелопавлићима роде јунаци као Катуњани. 3бог ових гадних ријечи узрујао се цио народ и свак се забезекнуто питао: шта оно значи и к чему све ово води. | ” |

-пише Томо Ораовац
| „ | Књазу у тој маси народа код манастира запе за око Вилајета Павићевић… Вилајета је била сестра Тодора Кадића, а тек удата за попа Павићевића… Пошто су Вилајетин брат, Тодор Кадић, и муж, поп Павићевић, били на страни опозиције, књаз, очаран Вилајетином љепотом, дође на ниске мисли… По Књажевој 'клопки' би речено да послије вашара код манастира остане тридесет ђевојака са Вилајетом Кадић, као да би виђеле иконе које је књаз донио на дар Острошком манастиру, који је у Омер-пашином походу био разорен. Кад се смрачи, књаз се повуче у своју собу за спавање. Перјанику Мићу рече да му доведе Вилајету. Вилајета пође, не слутећи шта ће је снаћи од господара. | ” |

-Дука Лондровић, фељтон о Новици Церовић.
Када се оженио Даринком Квекић, Даницу је преудао за шурака војводе Мирка, млађег брата Миркове жене Стане.
| „ | Пошто је у то вријеме други Станин брат био црногорски конзул у Цариграду, вијест о преудаји Пунишине жене, односно Тодорове сестре, некако је преко њега стигла до Босфора и уврзена у уши Тодору и Пуниши. Плаховити и до срца увријеђени Тодор се није двоумио нити могао уздржати: чим је уграбио згоду, убио је конзула Мартиновића, свог недрагог и несуђеног пријатеља, иако он није био ни крив ни дужан за срамотни чин књаза Данила. | ” |

- Будо Симоновић
| „ | Кад је због увреде и срамоте, коју је књаз Данило нанео племену дошав са својом свитом у манастир Острог, где је тражио да му перјаници доведу и сестру Тодора Кадића овај убио кнеза | ” |

- Петар Шобајић
Дана 12. августа 1860. године у Котору, Тодор Кадић је у освети убио Књаза Данила.
| „ | Тодор Кадић, Алексин из Бована у Бјелопавлићима, Црна Гора, стар 30 година, висока стаса; коса, очи обрве и брци црни, висока чела; нос, подбрадак и уста правилна, лице обло и од краста оштећено, чврстог тјелесног састава, погледа живог, обличја генијалног, мајестозног хода; православне вјере, ожењен, са породом, посједник. Говори: српски, италијански, арбанашки, понешто турски, а пише српском ћирилицом. | ” |

 - Забиљешка которског суда на суђењу Тодору Кадићу.

## Одмазда над Кадићима
Након Которског атентата, наређена је истрага Кадића и оних који су им род или их помажу.
Према најмањим бројкама, исте ноћи када је убијен књаз у Боану је побијено двадесет и троје Кадића. Код других аутора, тај број достиже деведесет троје страдалих само у првом дану у Боану Кадића. Срећа у несрећи била је да су већина Кадића у време првог налета били у катунима, где су издизали са стоком, јер је било летње време. Због страха од одмазде су се расељавали, тј. нису се враћали на Боан, осим у изузетним приликама, кришом и на кратко.
Део се преселио у суседне Васојевиће и Дробњаке који су такође били део тадашње Црне Горе. Пошто су и на овим територијама били у домашају Петровића, да би се спасили од прогона мењали су презимена. У Беранама у Кљајић, Раднић, Шћекић; у Шавнику(село Боан) у Пешић. Од Пешића касније и у Палибрк.
Иако су променили презимена, сачували су славу Свету Петку.
Део је прешао на територије које су биле под турском влашћу: Спуж, Никшић, Бијело Поље, Лешак, Средачку Жупу, Врака, Тетово, Босна. У овим местима су задржали и презиме Кадић, јер нису били у домашају Петровића (у Враки касније и као Кадије).
У Бијелом Пољу и Босни су прешли на Ислам.
Има их и који су променили презиме у Кандић, Кадовић, Минић, Павловић, Филимоновић…
Кадићи из Боана и њихови потомци се традиционално већ двадесет година окупљају на Боану Кадића за Васкрс.

## Лазар Томановић о атентату
Иако Лазар Томановић, као ни многи други, нигде не спомиње силовање на Острогу (спомиње само да је Кадић емигрирао у Цариград због неке женске афере), он атентат тумачи да је организован од Аустрије, да заплаши будућег владара Црне Горе, да јој буде послушан. Павле Ровински је за Ускрс био у Лепетанима код Томановића и од народа је дознао причу о Кадићу. Он је из Цариграда дошао у Боку. Искрцан је на Луштици на месту где многима не би био видљив. Када је у Трст стигла вест да је књаз убијен, морнари су рекли да је то онај којег су они довели, али нису смели никоме казати. Кадић је од аустријских власти осуђен и обешен на Шурању (Котор). У путописном тексту о Боки, када је писао о Котору, Томановић пише да ту паде Данило Петровић, жртва паклене зависти и освете, и непријатељског злата од српске руке. Згази под ноге убојице Данилове, завист, освету и злато, а испуни прса искром Данилова духа. Наводи и стих: Паде Данило дика рода...

## Боан Кадића на мапи
- 1
- 2